# You Know Who You Are
You Know Who You Are è un il settimo album in studio del gruppo alternative rock statunitense Nada Surf, pubblicato nel 2016.

## Tracce
1. Cold to See Clear – 4:05
2. Believe You're Mine – 4:35
3. Friend Hospital – 4:57
4. New Bird – 3:02
5. Out of the Dark – 3:44
6. Rushing – 4:05
7. Animal – 5:14
8. You Know Who You Are – 2:22
9. Gold Sounds – 4:56
10. Victory's Yours – 3:46